# Ayenia laevigata
Ayenia laevigata là một loài thực vật có hoa trong họ Cẩm quỳ. Loài này được Sw. mô tả khoa học đầu tiên năm 1788.